# محطة قطار ليدز
محطة قطار ليدز (بالإنجليزية: Leeds railway station)‏‏ هي محطة قطار في ليدز ‏ في المملكة المتحدة، تُشغلها قطارات إيست ميدلاند. افتُتحت هذه المحطة في 1938، ويبلغ عدد مسارات أرصفتها 17.